# Cristina Jolonch Anglada
Cristina Jolonch Anglada (Barcelona, 1965) és una periodista catalana especialitzada en gastronomia que treballa a La Vanguardia des de l'any 1989 quan va començar com a becària. Ha escrit diversos llibres i ha guanyat diferents premis com el Pau Albornà i Torras al millor periodisme gastronòmic l'any 2019, sent la primera dona en rebre'l. Des de 2016 és directora del canal Comer de La Vanguardia.
El 2025 fou inclosa a la llista Forbes de les 100 dones més influents de Catalunya.